# با ببرها بازی نکنید
با ببرها بازی نکنید (انگلیسی: Don't Play with Tigers) یک فیلم کمدی ایتالیایی به کارگردانی سرجو مارتینو است که در سال ۱۹۸۲ منتشر شد.

## بازیگران
- لینو بانفی
- رناتو پوتسِـتو
- ادویژ فنش
- جانت آگرن
- آدریانا روسو
- جورج هیلتون
- دانیله فورمیکا
- پیپو سانتوناستاسو
- ریکاردو گرونه
- الیو کرووتو
- پیپو فرانکو
- ساندرو گیانی